# اندیس آنومالی ماهانی
آنومالی ماهانی یک اندیس فلزی است که در حوالی شهر بیرجند استان خراسان قرار دارد و مادهٔ معدنی موجود در آن، طلا است.  